# 2014年メキシコ・イグアラ市学生集団失踪事件
2014年メキシコ・イグアラ市学生集団失踪事件（2014ねん メキシコ・イグアラし がくせいしゅうだんしっそうじけん）とは、2014年にメキシコのイグアラ市で発生した学生への襲撃事件。

## 前哨
アヨツィナパ師範学校は、歴史的にも常に連邦政府および地方自治体の抑圧の対象となっていた。
2011年12月12日にゲレロ州の州都チルパンシンゴで、抗議デモ中に師範学校の学生とメキシコ連邦警察及び州警察が衝突し、学生2名が命を落とした。
国立人権委員会は、12月12日の殺人事件に関して調査を行ったあと、勧告VG/2012を表明した。デモに介入したゲレロ州政府の職員168人は、学生の集会をする自由の権利を侵害し、デモ隊を犯罪者に対するように扱った。報告書では、デモに介入した警察官は武器を所持していたのに対し、参加者たちは武器を何も携帯していなかった、と詳細に述べられていた。
しかし、2名の死に関して、未だ職員への処罰は加えられていない。

## 事件発生
ゲレロ州検察長官イニャーキー・ブランコ=カブレラの発表によると、2014年9月26日夜21時30分に最初の暴力事件が起こった。イグアラ市警察が、3台のバスに乗って移動中のアヨツィナパ師範学校の学生らに向かって銃撃を始めた。ゲレロ州教育労働者国家コーディネーター（CETEG）に所属する教員らに動員されていた学生らに対して行われた、この最初の銃撃について学生達が抗議の記者会見を行っていた時、警察および見知らぬ複数の人物によって2回目の銃撃を受けたとされる。目撃者の証言によると、彼ら（警察と見知らぬ人物）は学生らに対して突発的に銃撃してきたという。
間もなくチルパンシンゴ市とイグアラ市間の高速道路において、別の武装グループが1台のバスを銃撃。そのバスには、メキシコサッカー第3リーグのチーム、チルパンシンゴ市の「アビスポネス」の選手たちが乗車していた。この銃撃によって1人のサッカー選手、バスの運転手、そしてタクシーの女性乗客1人が死亡した。
43人の学生集団失踪事件は恐らく、エンリケ・ペニャ・ニエト大統領が自身の任期中（2012年～2018年）において直面した最も大規模な政治危機である。この事件は世界的な注目を引き寄せ、メキシコ国内および世界中で抗議活動が行われている。メキシコにおける抗議活動の多くは平和的に、行方不明の学生の両親達の先導によって行われている。しかし、暴力に訴える抗議活動もあり、政府関係のビルを破壊する抗議者も出てきている。民衆デモの大多数はメキシコシティとゲレロ州で行われている。メキシコの麻薬戦争時とは異なり、アヨツィナパにおける失踪事件は他の諸事件の中でもとりわけ際立っている。アヨツィナパの事件は地元政府と警察機関と犯罪組織が、非常に強力な共謀関係にあることを明らかにしているためである。
この日の夕方から、イグアラ市では、市長夫人マリア・デ・ロス・アンヘレス・ピネダの主催する慈善団体の集会とパーティーが行われることになっていた。学生らはこの集会の妨害も企図していたとされている。
当局は、イグアラ市長だったホセ・ルイス・アバルカが、妻のスピーチを妨害されることを恐れて、警察に学生たちの襲撃を命じたとしている。
事件当日深夜、学生43人は警察車両に載せられ、いったん隣町のコクラ警察署に勾留された。これはイグアラ市警の公安部幹部のフランシスコ・サルガド・バジャダレスによる指示とされる。さらに、コクラ警察署の副署長は犯罪組織「ゲレーロス・ウニドス」に「後始末」を依頼したとされる。
この事件でアバルカ夫妻、警察官36人、ゲレーロス・ウニドスのメンバー数人など74人が逮捕された。

## 国内・国際社会の反応
今回の事実は社会の様々な組織や機関から非難された。CNDHは超法規的な処刑と強制失踪は最も重い人権侵害行為だと強調し、米州機構はこの犯罪事件を「メキシコ国民だけでなく、すべてのアメリカ諸国を嘆かせるものだ」と宣言した。またヒューマン・ライツ・ウォッチは「1968年10月2日以降の学生に対する弾圧で最も暴力的なものであると宣言した。

## アヨツィナパのための国際行動デー
様々な高等教育機関の学生たちで構成された学生会議のネットワークを通じ、他の多様な社会組織の構成員たちと共に2014年10月22-23の両日、10月26日以降行方不明となっている43名の生命の確保と保護を要求する全国ストライキが組織された。少なくとも70の中・上級機関がこの労働ストライキに加わった。
10月22日は「アヨツィナパのための国際行動デー」とされ、国内だけでなく国際レベルでも行動が示された。

## エンリケ・ペニャ・ニエト大統領と学生たちの家族との集会
2014年10月29日の水曜日に行方不明となったアヨツィナパ師範学校の学生たちの家族はペニャ・ニエト大統領とともに大統領府へ集まった。関係者によると、会合は午後2時頃から始まって7時頃まで続いたが、依然行方不明である43人の行方に関する新たな手掛かりは何も得られなかった。

## その後の進展
2014年11月7日、ムリリョ＝カラム検事総長は、学生たちは地方警察の手によって犯罪組織「ゲレーロス・ウニドス」に引き渡され、組織が彼らをトラックに乗せ、焼き殺すためにゴミ集積所に運び、その後灰を袋詰めにして、川に投棄したと発表した。ムリリョの説明によると「骨は灰化して、触っただけで塵となるため、身元確認のためのDNA鑑定が難しい」とのことであった。
家族もメキシコ社会も、その説明には懐疑的で、Twitterではハッシュタグ「#NoLoAceptamos (私達は納得しない)」が生まれ、また、検事総長がこの記者会見を「もう疲れた（Ya me cansé）」という台詞で終えたことで、ハッシュタグ「#YaMeCanse」もタイムリーなものとなった。これは、検事総長が「もう疲れた」と言ったことに反発し、逆に国民の方が、政府の腐敗や弾圧に、もう疲れたという意味で使われている。
その後も、メキシコ内外で学生たちの帰還を求める抗議活動が続いている。
また、これを受けて米国でも「#UStired2」というハッシュタグがメキシコへの連帯として盛り上がった。
ジャーナリストのカルロス・ファシオは、ムリリョの会見の数日後、ホルナーダ紙の社説で、人々の不信感を「人道に反する罪を犯すような国家は常に証拠を認めまいとする。記録を消し、証言をねつ造し、法廷での証拠をごまかし、刑を受けるべき犯人たちを救済しようとする。それは罪である。あったことをなかったこととすることは、記憶を消すための意図的な行動であり、被害者や生存者、彼らの家族に対しての侮辱である。」と説明している。この文章はメキシコにおける犯罪起訴率の極端な低さには、国家も荷担していることを意味している。
メキシコ革命104周年記念日の11月20日、メキシコ全土で巨大なデモが平和裏に行われたが、その日の夕方にメキシコシティで、警察がこの平和デモの参加者を攻撃、11人を逮捕し、重罪犯向けの刑務所に収監した。
この逮捕者は証拠不十分により10日後に解放されたが、彼らのうちの1人のチリ人は、「おまえを切り刻んで、アヨツィナパに運ぶぞ」と言われるなど、心理的な拷問を受けたことを明らかにしている。
12月7日にオーストリアのインスブルック大学に委託されていたDNA検査により、遺灰の中から、行方不明の学生のうちの1人、アレクサンデル・モラ＝ベナンシオが確認された。しかし、同時に、分析を委託されていた法医人類学のアルゼンチン・チームでは、メキシコ検察から、川から出たものとして灰の袋を渡されただけで、その出所は実際には明確ではないというコミュニケを発表している。

## 第三者委員会の報告
事件について、2014年11月にムリリョ検事総長によって､メキシコ検察による調査結果が出されたが、その信憑性には多くの疑問の声が出されていた。
それを受ける形で、米州機構(OAS)米州人権委員会(IACHR)は2014年11月、事件を解明する目的で、第三者委員会(GIEI)を招集した。任命された専門家は5名。
メキシコ政府は同第三者委員会に全面的に協力すると約束したものの、実際にはイグアラ市27大隊に属する26名の軍人への面接を許可しないなど、同委員会の調査に対して妨害行為とも思われる行動を取った。
検察の報告を信頼できないとする学生たちの家族会の期待のもと、第三者委員会の調査結果は2015年9月6日に発表され、予測された通りその結果はメキシコ検察の発表を全面的に否定するものだった。
- 「学生の遺体はゴミ集積所で焼かれていない」という指摘。該当ゴミ集積所で雨天日に、43人もの死体を完全に焼却することは不可能であると断定された。
- メキシコ検察の調査報告書で（意図的にか?）無視された「5台目の長距離バス」の存在があった。

第三者委員会の調査によると、恒常的に麻薬マフィアが長距離バスを使って密かに米国にヘロインを運んでいるという事実がすでに判明しており、且つそのルートは、米国シカゴ市とメキシコのイグアラ市を結ぶものであった。したがって、検察の調査報告書にわずかに触れられている5台目の長距離バスに麻薬が積まれていた可能性があったとすると、警察とマフィアの学生に対する異様な攻撃が説明できるとする。すなわち、学生がそれと知らずに麻薬を積んだ長距離バスに乗り込んだ可能性が高く、そのためマフィアおよびマフィアと結託した警察は、このバスがイグアラ市から出ることを阻止しようとした可能性があるという。
毎年10月2日にメキシコ市で開催される1968年の学生弾圧追悼デモを参加するため、アヨツィナパ師範学校の学生は、数日前から何台かのバスを借りる習慣があった。問題の2014年9月26日も､学生はその目的で5台のバスに乗り込んだとされる。当然ながらバス会社も了解の上のことであった。したがって、今回の事件は当初考えられたようなアヨツィナパ師範学校の学生達に対する政治的弾圧事件ではなく、麻薬密輸のトラブルと関連があるのではないかと専門家が指摘したことになる。
しかし、この第三者委員会の調査結果にも、いくつかの疑問は残る。
- もし学生がゴミ集積所で燃やされていないとしたら、いったい彼らの遺体はどこに行ったのか。
- 中央政府はムリリョを通して、あれだけの信じがたいシナリオを考えたのか。
- 第三者委員会の調査にいくつかのストップをかけたのか。

等である。
事件の真相解明のためには、失踪した学生家族を始めとするメキシコのすべての人権団体が第三者委員会に継続調査を望んでいるが、そのためにメキシコ政府が米州機構へ引き続きの協力依頼が必要である。
2015年、国内外の市民社会が強くこの事件への解決を訴え、またヨーロッパ・南米・北米への3つのキャラバンが企画された。一部の失踪した学生家族は3月16日から4月27日まで北米を訪れ、4月17日から5月19日の間にヨーロッパを訪れ、5月16日から6月12日の間に南米を訪れ、メキシコで彼らに起きていることを直接市民に訴え、協力を願った。

## オブラドール大統領による真相究明
2018年メキシコ大統領選挙で当選したロペス・オブラドール大統領は事件解明を約束。オブラドールが発足させた真実究明委員会は事件を「国家による犯罪」と結論づけた。
2022年8月19日、捜査を尽くさず、早々に幕引きを図ったとして、強制失踪、拷問、司法妨害の容疑でムリリョ元検事総長が逮捕された。